# Mademoiselle (sång)
"Mademoiselle" är en sång från 1978 av Tomas Ledin. Sången finns med på hans sjätte studioalbum Fasten Seatbelts. Den finns även med på flertalet live- och samlingsalbum som utgivits därefter.
Låten framfördes av Ledin i Melodifestivalen 1978 där den kom på en femteplats med 78 poäng. Dirigent var Wlodek Gulgowski.

### Fotnoter
1. ↑  ”"Mademoiselle"”. Svensk mediedatabas. http://smdb.kb.se/catalog/search?q=Tomas+Ledin+P%C3%A5+vingar+av+st%C3%A5l&sort=OLDEST. Läst 14 januari 2013.
2. ↑  ”Melodifestivalen 1978”. Sveriges Television. Arkiverad från originalet den 18 april 2013. https://archive.is/20130418113050/http://www.svt.se/melodifestivalen/ommelodifestivalen/melodifestivalen-1978. Läst 14 januari 2013.